# Tyson Marsh
Tyson Marsh (* 20. Juni 1984 in Quesnel, British Columbia) ist ein ehemaliger kanadischer Eishockeyspieler, der vor allem in der ECHL und American Hockey League sowie in der Elite Ice Hockey League bei den Cardiff Devils aktiv war.

## Karriere
Marsh begann seine Karriere bei den Quesnel Millionaires in der British Columbia Hockey League. Im Jahr 2001 wechselte er für drei Spielzeiten zu den Vancouver Giants in die Western Hockey League. Während dieser Zeit erzielte er von Jahr zu Jahr mehr Scorerpunkte. Daraufhin wechselte er zur Saison 2004/05 zum AHL Franchise der Toronto Maple Leafs, den St. John’s Maple Leafs. Nach nur einem Punkt in 21 Spielen setzte man Marsh bis zum Ende der Saison bei den Pensacola Ice Pilots in der ECHL ein, die ebenfalls eine Kooperation mit den Toronto Maple Leafs unterhielten.
Die folgenden beiden Spielzeiten verbrachte Marsh dann wieder beim AHL-Franchise der Toronto Maple Leafs, den Toronto Marlies, wobei das Franchise währenddessen von St. John’s nach Toronto verlegt wurde. Aufgrund mangelnder Erfolge wurde Marsh noch während der Saison 2006/07 wieder in die ECHL zu einem Kooperationsverein der Toronto Maple Leafs, die Columbia Inferno, geschickt. Hier beendete er die Saison mit 21 Punkten in 48 Spielen. In der folgenden Saison wechselte er in die American Hockey League zu den Rockford IceHogs, welche eine Kooperation mit den Chicago Blackhawks innehatten. Hier kam er allerdings nur zu elf Einsätzen, in welchen er vier Punkte erzielte.
Die folgende Saison 2008/09 begann Marsh bei den Reading Royals in der ECHL, doch nach nur acht Spielen und drei erzielten Punkten ging es für ihn zu den Chicago Wolves in die AHL, ehe er nach 29 Spielen und sechs Punkten zu den Alaska Aces in die ECHL wechselte, um in den Playoffs eingesetzt zu werden. Mit den Alaska Aces kam er bis ins Kelly-Cup-Finale, das er mit den Aces mit 4:3 gegen die South Carolina Stingrays verlor. Er blieb für eine weitere Saison in Anchorage, in welcher er in 30 Spielen 13 Punkte erzielte, wechselte dann jedoch zur Saison 2010/11 nach Europa zum italienischen Erstligisten HC Alleghe in die Serie A1. In 40 Spielen konnte er 19 Punkte verbuchen, scheiterte jedoch mit HC Alleghe im Viertelfinale der Playoffs am Finalisten HC Pustertal.
Ende Juli 2011 wurde Marsh vom SC Riessersee aus der 2. Eishockey-Bundesliga verpflichtet.
Mitte Dezember 2011 wurde bekannt, dass sich der SC Riessersee von Marsh trennte und im Gegenzug den schwedischen Verteidiger Alexander Deilert unter Vertrag nahm.
Im Januar 2012 heuerte Marsh wieder bei den Alaska Aces an. Zwischen 2012 und 2016 spielte Marsh in der Elite Ice Hockey League bei den Cardiff Devils, ehe er seine Karriere beendete.

## Karrierestatistik
(Legende zur Spielerstatistik: Sp oder GP = absolvierte Spiele; T oder G = erzielte Tore; V oder A = erzielte Assists; Pkt oder Pts = erzielte Scorerpunkte; SM oder PIM = erhaltene Strafminuten; +/− = Plus/Minus-Bilanz; PP = erzielte Überzahltore; SH = erzielte Unterzahltore; GW = erzielte Siegtore; 1 Play-downs/Relegation; Kursiv: Statistik nicht vollständig)